# Nave (Sabugal)
Nave es una freguesia portuguesa del municipio de Sabugal. Según el censo de 2021, tiene una población de 230 habitantes.